# Арне-ле-Дюк
Арне́-ле-Дюк (фр. Arnay-le-Duc) — коммуна во Франции, находится в регионе Бургундия. Департамент коммуны — Кот-д’Ор. Входит в состав кантона Арне-ле-Дюк. Округ коммуны — Бон.
Код INSEE коммуны 21023.

## Население
Население коммуны на 2010 год составляло 1630 человек.
| 1962 | 1968 | 1975 | 1982 | 1990 | 1999 | 2010 |
| ---- | ---- | ---- | ---- | ---- | ---- | ---- |
| 2018 | 2232 | 2456 | 2334 | 2040 | 1831 | 1630 |

## Экономика
В 2010 году среди 980 человек трудоспособного возраста (15-64 лет) 690 были экономически активными, 290 — неактивными (показатель активности — 70,4 %, в 1999 году было 70,2 %). Из 690 активных жителей работали 629 человек (343 мужчины и 286 женщин), безработных было 61 (28 мужчин и 33 женщины). Среди 290 неактивных 72 человека были учениками или студентами, 119 — пенсионерами, 99 были неактивными по другим причинам.

## Известные уроженцы
- Шарль Тевено де Моранд (1748—1803)— французский журналист, памфлетист.